# 해피 먼데이 제도
해피 먼데이 제도(ハッピーマンデー制度)는 일본 정부가  공휴일과 일요일이 겹치는 것을 막기 위해 도입한 대체공휴일제에서 그 중 일부를 월요일로 고정시키도록  '○월 ○번째 월요일' 식으로 이동시킨것을 말한다.
해피 먼데이 제도에 따라 바뀐 날은 다음과 같다.
- 성인의 날 : 1월 15일 → 1월 둘째 주 월요일 (2000년부터)
- 바다의 날 : 7월 20일 → 7월 셋째 주 월요일 (2003년부터)
- 경로의 날 : 9월 15일 → 9월 셋째 주 월요일 (2003년부터)
- 스포츠의 날 : 10월 10일 → 10월 둘째 주 월요일 (2000년부터)

## 같이 보기
- 일본의 공휴일
- 월요일 공휴일 법 (미국에서 월요일로 몇몇 공휴일을 옮긴 법률)
- 대체휴일제도